# Dingeringhausen (Plettenberg)
Dingeringhausen ist ein Stadtteil von Plettenberg im nordrhein-westfälischen Märkischen Kreis in Deutschland.

## Geographie
Der kleine Ort liegt etwa dreieinhalb Kilometer südwestlich der Kernstadt.
Im Ort hat der etwa fünf Kilometer lange Bach Immecke seine Quelle; er mündet im Stadtteil Dankelmert in die Oester, einen linken Nebenfluss der Else.

## Geschichte
Wann der Ort erstmals besiedelt wurde, ist unbekannt. 
Spätestens seit dem 15. Jahrhundert gehörte Dingeringhausen mit Köbbinghausen, Frehlinghausen und Bremcke zur Bauerschaft Köbbinghausen. Im „Schatboick in Marck Anno 1486“ (Schatzbuch der Grafschaft Mark), einem Hebe- bzw. Steuerregister aus dem Jahre 1486, werden sechs abgabepflichtige Höfe im Ort einzeln aufgeführt, drei mit jeweils einem Gulden, die drei anderen mit je einem halben Gulden.
Auch 1656 wurden wieder sechs bewirtschaftete Güter auf dem „Dingering“ genannt. Fünf davon waren sogenannte Freigüter im Besitz ihrer Bewirtschafter. Das sechste hingegen war ein in Erbpacht vergebenes plettenbergisches Vikariengut; dieser Vikarienbesitz stammte aus der Zeit vor der Reformation, als der Hof zum Nutzen der Kapelle St. Michaelis im benachbarten Köbbinghausen diente, und wurde nach der Einführung der Reformation säkularisiert und plettenbergischer Besitz. Das Benefizium der 1422 gestifteten Kapelle St. Nicolai auf dem Böhl bezog von allen Dingeringhauser Höfen bis zum Anfang des 19. Jahrhunderts den sogenannten Meßhafer, eine an die Kirche zu liefernde Haferabgabe, zusammen 20 Müdde oder 10 Reichstaler jährlich. Das 1471 gestiftete Benefizium St. Mariae Virginis in Plettenberg hatte ebenfalls Forderungen aus dem Dingeringhauser Zehnten an Roggen, Gerste und Hafer, die nach der Reformation den Plettenberger Schulrenten zugeschlagen wurden.
Bis 1941 war Dingeringhausen Teil der Gemeinde Plettenberg-Land im damaligen Kreis Altena in der preußischen Provinz Westfalen. Am 1. April 1941 wurde diese Gemeinde, wie gleichzeitig auch die Gemeinde Ohle, in die Stadt Plettenberg eingegliedert.